# Йозола
Йозола е циркусно езеро в Централния дял на Рила, в басейна на река Леви Искър (десен приток на Черни Искър). Разположено е на 2139 m н.в. и има удължена форма от север на юг с дължина 340 m и ширина 175 m, площта му е 6,81 ha, а максималната му дълбочина 7 m. Района около него е обрасъл с клек и достигането до него е затруднено. Чрез малък поток, дълъг около 2 km се оттича в река Леви Искър.